# Anolis zeus
Espèce
Synonymes
- Norops zeus Köhler & McCranie, 2001

Anolis zeus est une espèce de sauriens de la famille des Dactyloidae. 

## Répartition
Cette espèce est endémique du Honduras. Elle se rencontre entre 90 et 900 m d'altitude.

## Publication originale
- Köhler & McCranie, 2001 : Two new species of anoles from northern Honduras (Squamata: Polychrotidae). Senckenbergiana biologica, vol. 81, p. 235-245.